# Zahići
Zahići su naseljeno mjesto u sastavu općine Zenice, Federacija Bosne i Hercegovine, BiH. Nalaze se uz obalu Seočke rijeke.

## Stanovništvo
Prema popisu 1991. ovdje su živjeli:
- Muslimani - 288 (99,65%)
- ostali i nepoznato - 1 (0,34%)